# Łoziany
Łoziany (biał. Лазяны, Łaziany; ros. Лозяны, Łoziany) – wieś na Białorusi, w obwodzie grodzieńskim, w rejonie lidzkim, w sielsowiecie Bielica, przy drodze republikańskiej R141.

## Historia
W XIX i w początkach XX w. wieś i folwark położone w Rosji, w guberni wileńskiej, w powiecie lidzkim.
W dwudziestoleciu międzywojennym leżały w Polsce, w województwie nowogródzkim, w powiecie lidzkim, w gminie Bielica. W 1921 miejscowość liczyła 344 mieszkańców, zamieszkałych w 65 budynkach, w tym 325 Białorusinów, 16 osób innej narodowości i 3 Polaków. 342 mieszkańców było wyznania prawosławnego i 2 rzymskokatolickiego.
Po II wojnie światowej w granicach Związku Sowieckiego. Od 1991 w niepodległej Białorusi.